# روبن فاین
 روبن فاین (انگلیسی: Reuben Fine؛ ۱۱ اکتبر ۱۹۱۴ – ۲۶ مارس ۱۹۹۳) یک شطرنج‌باز اهل ایالات متحده آمریکا بود.